# مسجد مقصودبیک
مسجد مقصودبیک یکی از باشکوه‌ترین مسجدهای دورهٔ صفوی به شمار می‌آید.
این مسجد در اصفهان در ضلع شمال شرقی میدان نقش جهان قرار دارد. این مسجد در سال ۹۸۱ خورشیدی به دستور مقصودبیک، یکی از مباشران ثروتمند دربار شاه عباس یکم ساخته شد.
کتیبه ای در محراب مسجد قرار دارد که اثر خطاط دورهٔ صفوی علیرضا عباسی است. پس از رضایت شاه عباس از این کتیبه، کتیبهٔ مسجد شیخ لطف‌الله به علیرضا عباسی سفارش داده شد. پشت هشتی مسجد در حجره‌ای کوچک آرامگاه میرعماد رقیب علیرضا عباسی قرار دارد.